# Mario Gavranović
Mario Gavranović (født 24. november 1989 i Lugano, Schweiz) er en schweizisk fodboldspiller (angriber). Han spiller for Kayserispor i den TFF Superliga.

## Landshold
Gavranović står (pr. april 2018) noteret for 13 kampe og fem scoringer for det schweiziske landshold, som han debuterede for 26. marts 2011 i en EM-kvalifikationskamp mod Bulgarien. Han var en del af den schweiziske trup til VM i 2014 i Brasilien og VM i 2018 i Rusland.